# Un cartuș de Kent și un pachet de cafea
Un cartuș de Kent și un pachet de cafea este un film de scurt-metraj regizat de Cristi Puiu cu Mimi Brănescu și Victor Rebengiuc în rolurile principale. Filmul este realizat de Temple Film cu sprijinul Centrului Național al Cinematografiei.

## Prezentare
Acțiunea filmului are loc într-un restaurant din București. Tatăl (Rebengiuc) îi cere ajutorul fiului său (Brănescu) pentru a se reangaja într-un post de paznic după ce a fost concediat când mai avea doar doi ani până la pensie. În acest context, țigările și pachetul de cafea reprezintă „atenția” pregătită pentru directorul firmei de pază. Filmul prezintă corupția și putreziciunea societății românești moderne.

## Actori
- Mimi Brănescu este fiul
- Victor Rebengiuc este tatăl
- Mihai Brătilă este chelnerul